# بلوط مغربي
سنديان العَفص أو سنديان البرتغال أو العَفْص أو البلوط المغربي أو البلوط البرتغالي أو عَباص أو مِعْفاص نوع نباتي شجري من جنس السنديان من الفصيلة الزانِيِّة.

## الموئل والانتشار
موطن هذا النوع في المغرب العربي وجنوب غرب أوروبا حيث ينتشر في المغرب وإسبانيا والبرتغال

## الوصف النباتي
أشجار البلوط معمرة وهي كبيرة الحجم تتميز بارتفاعها وخضرتها